# برارحة (حجر عبد الله)
برارحة هو دُوَّار يقع بجماعة برارحة، إقليم تازة، جهة فاس مكناس في المملكة المغربية. ينتمي الدوّار لمشيخة حجر عبد الله التي تضم 3 دواوير. يقدر عدد سكانه بـ 993 نسمة حسب الإحصاء الرسمي للسكان والسكنى لسنة 2004.

## روابط خارجية
- البوابة الوطنية للجماعات الترابية نسخة محفوظة 12 مارس 2018 على موقع واي باك مشين.
- المندوبية السامية للتخطيط